# 塩谷惇子
塩谷 惇子（しおや じゅんこ、1943年3月30日 - ）は、日本の神学者。清泉女子大学名誉教授。2014年から学校法人清泉女学院の理事長を務めた。

## 経歴
東京都出身。上智大学文学部ドイツ文学科を卒業。上智大学大学院神学研究科で教父神学を専攻し、博士課程修了。神学修士。
2012年まで清泉女子大学キリスト教文化研究所および地球市民学科の教授を務めた。清泉女子大学学長を経て理事長を務めた。2013年、清泉女子大学から名誉教授を授与された。教父学、宗教間対話、聖書神学を専門に研究する。中世哲学会、日本基督教学会、日本カトリック神学会に所属する。
清泉女子大学の設立母体である聖心侍女修道会の修道女（シスター）で、2013年から聖心侍女修道会の日本支部管区長を務めた。同じく聖心侍女修道会を母体とする学校法人清泉女学院の理事長を2014年から務めた。

## 著書
- 「聖書のことばの源泉に立ち返って」『根源への道』清泉女子大学人文科学研究所編、清泉女子大学人文科学研究所、1997年。
- 「信心」『岩波キリスト教辞典』岩波書店、2002年、590頁。ISBN 9784000802024。
- 「宗教間対話と異文化間対話からの地球市民学」『地球市民学を創る : 地球社会の危機と変革のなかで』庄司興吉 編著、東信堂、2009年。ISBN 9784887138964。

### 翻訳
- ペドロ・アルペ『キリストのこころ』新世社、1988年。ISBN 4915623254。
- カルメロ・グラナド『教父と祈り : キリストの名をめぐって 』新世社、1994年。ISBN 4915623629。
- E. スヒレベーク『イエス : 一人の生ける者の物語 第1巻』ヴィセンテ・アリバス、塩谷惇子 共訳、新世社、1995年。ISBN 4915623718。

### 論文
- 塩谷惇子「エイレナイオスにおける人間の創造」『清泉女子大学人文科学研究所紀要』第9巻、清泉女子大学、1987年6月、37-53頁、ISSN 09109234、NAID 110000247711。
- 塩谷惇子「エイレナイオスにおける人間の創造 (その二)」『清泉女子大学人文科学研究所紀要』第10巻、清泉女子大学、1988年7月、123-140頁、ISSN 09109234、NAID 110000247627。
- 塩谷惇子「「主なる聖霊,生命の与え主」」『清泉女子大学人文科学研究所紀要』第11巻、清泉女子大学、1989年9月、51-95頁、ISSN 09109234、NAID 110000247629。
- 塩谷惇子「教父エイレナイオスの人間論素描」『清泉女子大学紀要』第39号、清泉女子大学、1991年12月、1-12頁、ISSN 05824435、NAID 110000247495。
- サバーミシェル[著], 塩谷惇子(翻訳)「聖書の国で,今日,聖書を読むこと」『清泉女子大学キリスト教文化研究所年報』第3巻、清泉女子大学、1995年3月、179-221頁、NAID 110000566318。
- 塩谷惇子「諸宗教間対話(その1)ユダヤ教とキリスト教」『清泉女子大学紀要』第50号、清泉女子大学、2002年12月、61-85頁、ISSN 05824435、NAID 110000952140。
- 塩谷惇子「第二バチカン公会議後の使徒的活動修道会--聖心侍女修道会の場合」『清泉女子大学キリスト教文化研究所年報』第15巻、清泉女子大学、2007年、219-261頁、NAID 40015628965。
- 塩谷惇子「愛と知性を育む大学文化の伝承--建学の精神・キリスト教ヒューマニズムの源泉を汲む」『清泉女子大学紀要』第56号、清泉女子大学、2008年12月、59-75頁、ISSN 05824435、NAID 110007478917。
- 塩谷惇子「聖心侍女修道会の教育 : 過去と現在,そして未来へ」『清泉女子大学キリスト教文化研究所年報』第21巻、清泉女子大学、2013年、1-35頁、NAID 40019759544。
- 塩谷惇子「清泉女子大学初代学長マザー・クレア・クロフォードの紹介 : 北原妙子論文のまえがきとして」『清泉女子大学紀要』第61号、清泉女子大学、2013年12月、15-21頁、ISSN 0582-4435、NAID 120005366571。